# اوسووا (استان اشوی‌داشکسیه)
اوسووا (به لهستانی: Osowa) یک منطقهٔ مسکونی در لهستان است که در گمینا سوبکوو واقع شده‌است.